# 沼柵
沼柵（ぬまのさく）は、出羽国に置かれた古代日本の城柵の1つ。後三年の役の舞台となった。

## 概要
正確な建造時期や場所はわかってはいないが、平安時代頃に現在の秋田県横手市雄物川町沼館にあったとされる。古代城柵としての確実な遺構は発掘されていないものの、戦国時代に小野寺氏の居城「沼館城」があった場所と推定されている。
清原氏の居城であり、応徳3年（1086年）9月頃から勃発した後三年の役においては、清原家衡が清原清衡、源義家を迎え撃ち、四方を水で囲まれ水城と呼ばれた沼の柵は冬まで持ちこたえ、連合軍は、寒さと飢えで多くの兵を失い撤退を余儀なくされた。
翌年の寛治元年（1087年）7月、清原家衡、清原武衡は金沢柵に移動して籠城し抗戦したが、11月には兵糧攻めにより落城した。
現在、沼柵の位置は、一般的には本丸の土塁や堀の一部などの城郭の跡が残っている蔵光院付近と言われているが、同所は戦国時代に小野寺氏の居城「沼館城」があった場所と推定されていることから、沼柵の遺構かどうか考古学的には実証されていない。

## 周辺
後三年の役に関連する史跡が点在している。
- 金沢柵（横手市）
- 大鳥井山遺跡・蛭藻沼・立馬郊（横手市）
- 西沼（横手市・美郷町）